# Johann Dargetzow († 1365)
Johann Dargetzow (ca. † 1365) war Bürgermeister der Hansestadt Wismar.

## Leben
Johann Dargetzow (Darghetzowe) der Ältere in Abgrenzung zum weiteren Namensträger der Jüngere waren beide Vertreter des Rats der Stadt Wismar auf den Hansetagen. Der Ältere vertrat die Interessen Wismars seit 1358 sowohl in den Verhandlungen wegen des Vorgehens gegen Flandern beim Zweiten Flandernboykott wie wegen des Ersten Krieges der Hanse gegen König Waldemar IV. von Dänemark. Er wirkte am 8. September 1361 beim Abschluss des Vertrages mit König Magnus II. von Schweden und Norwegen und dessen Sohn Håkon mit, ebenso am 16. November 1362 beim Waffenstillstand mit Waldemar. Dargetzow spielte auch in den nachfolgenden Verhandlungen eine bedeutende Rolle, vertrat 1363 das hamburgische Interesse auf dem Hansetag und erscheint zuletzt in diesen Angelegenheiten im Rezesse von 1365. Er muss sehr begütert gewesen sein und war 1332 fürstlicher Vogt in Wismar, 1341 ist er erstmals als Ratsherr belegt und als Bürgermeister der Stadt 1350 nachgewiesen. Sein Testament datiert aus dem Jahr 1364; für seinen Sohn Nikolaus Dargetzow (vielleicht den Pfarrherrn zu Beidendorf 1396) stiftete er eine Vikarie. Er wird 1365 verstorben sein.
Die Familie Dargetzow verfügte über eine Familienkapelle in der Wismarer Marienkirche.